# 彼得羅巴甫利夫卡 (科洛馬克市鎮)
彼得罗巴甫利夫卡（烏克蘭語：Петропавлівка），是烏克蘭東部哈爾科夫州博霍杜希夫區科洛馬克市鎮內的村落（原属科洛馬克區）。始建於1775年，面積0.44平方公里，海拔高度144米，2001年人口69，人口密度每平方公里156.8人。